# Сааремаа (волость)
Са́аремаа (ест. Saaremaa vald) — волость в Естонії, адміністративна одиниця самоврядування в повіті Сааремаа.

## Географічні дані
Площа волості — 2705 км2, чисельність населення на 1 січня 2017 року становила 32 007 осіб.

## Населені пункти
Адміністративний центр — місто Курессааре (Kuressaare linn).

## Історія
21 жовтня 2017 року волость Сааремаа офіційно утворена шляхом об'єднання волостей Вальяла, Кігелконна, Лаймяла, Лейзі, Ляене-Сааре, Мустьяла, Оріссааре, Пєйде, Пігтла, Салме, Торґу та міста-муніципалітету Курессааре.